# Viramgām
Viramgām är en ort i Indien.   Den ligger i distriktet Ahmadābād och delstaten Gujarat, i den västra delen av landet, 800 km sydväst om huvudstaden New Delhi. Viramgām ligger 31 meter över havet och antalet invånare är 53 894.
Terrängen runt Viramgām är mycket platt. Runt Viramgām är det ganska tätbefolkat, med 199 invånare per kvadratkilometer. Trakten runt Viramgām består till största delen av jordbruksmark.